# Sejlsport under sommer-OL 2016 – 49erFX
Sejladsen i 49erFX under Sommer-OL 2016 fandt sted i perioden 12. august - 18. august 2016. 

## Medaljefordeling
| Medaljetagere                                      | Medaljetagere                                 | Medaljetagere                                     | Medaljetagere |
| -------------------------------------------------- | --------------------------------------------- | ------------------------------------------------- | ------------- |
| Guld                                               | Sølv                                          | Bronze                                            |               |
| Brasilien · Kahena Kunze · Martine Soffiatti Grael | New Zealand · Alexandra Maloney · Molly Meech | Danmark · Jena Mai Hansen · Katja Salskov-Iversen |               |

## Turneringsformat
Der var kvalificeret 20 nationer til konkurrencen, der blev afviklet med tolv indledende sejladser efterfulgt af en medaljesejlads for de ti bedst placerede både. 

## Tidsplan
Nedenstående tabel viser tidsplanen for afvikling af konkurrencen:
| Dato       | Tid   | Runde          |
| ---------- | ----- | -------------- |
| 12. august | 16:15 | 1. sejlads     |
| 12. august | 17:00 | 2. sejlads     |
| 13. august | 13:20 | 3. sejlads     |
| 13. august | 14:23 | 4. sejlads     |
| 13. august | 15:16 | 5. sejlads     |
| 13. august | 16:05 | 6. sejlads     |
| 15. august | 13:35 | 7. sejlads     |
| 15. august | 14:17 | 8. sejlads     |
| 15. august | 15:03 | 9. sejlads     |
| 16. august | 13:05 | 10. sejlads    |
| 16. august | 14:05 | 11. sejlads    |
| 16. august | 14:34 | 12. sejlads    |
| 18. august | 15:20 | Medaljeseljads |

## Resultater
| Nation         | Udøver                                | Sejlads (Placering/point) | Sejlads (Placering/point) | Sejlads (Placering/point) | Sejlads (Placering/point) | Sejlads (Placering/point) | Sejlads (Placering/point) | Sejlads (Placering/point) | Sejlads (Placering/point) | Sejlads (Placering/point) | Sejlads (Placering/point) | Sejlads (Placering/point) | Sejlads (Placering/point) | Sejlads (Placering/point) | Point | Placering |
| Nation         | Udøver                                | 1                         | 2                         | 3                         | 4                         | 5                         | 6                         | 7                         | 8                         | 9                         | 10                        | 11                        | 12                        | M                         | Point | Placering |
| -------------- | ------------------------------------- | ------------------------- | ------------------------- | ------------------------- | ------------------------- | ------------------------- | ------------------------- | ------------------------- | ------------------------- | ------------------------- | ------------------------- | ------------------------- | ------------------------- | ------------------------- | ----- | --------- |
| Brasilien      | Kahena Kunze Martine Soffiatti Grael  | 9                         | 1                         | 1                         | 10                        | 2                         | 6                         | 3                         | 3                         | 11                        | 2                         | 7                         | 2                         | 2                         | 48    | 1         |
| New Zealand    | Alexandra Maloney Molly Meech         | 6                         | 5                         | 5                         | 4                         | 5                         | 1                         | 6                         | 12                        | 3                         | 3                         | 5                         | 5                         | 4                         | 51    | 2         |
| Danmark        | Jena Mai Hansen Katja Salskov-Iversen | 21 UFD                    | 2                         | 2                         | 2                         | 4                         | 2                         | 9                         | 16                        | 2                         | 1                         | 2                         | 4                         | 8                         | 54    | 3         |
| Spanien        | Berta Betanzos Moro Tamara Echegoyen  | 4                         | 13                        | 3                         | 1                         | 11                        | 5                         | 4                         | 1                         | 1                         | 5                         | 10                        | 1                         | 14                        | 60    | 4         |
| Italien        | Francesca Clapcich Giulia Conti       | 3                         | 7                         | 7                         | 6                         | 10                        | 8                         | 15                        | 13                        | 5                         | 6                         | 4                         | 7                         | 6                         | 82    | 5         |
| Frankrig       | Aude Compan Sarah Steyaert            | 1                         | 9                         | 10                        | 12                        | 12                        | 13                        | 1                         | 9                         | 4                         | 16                        | 1                         | 3                         | 10                        | 85    | 6         |
| Holland        | Annemiek Bekkering Annette Duetz      | 21 UFD                    | 10                        | 12                        | 3                         | 8                         | 3                         | 5                         | 7                         | 13                        | 11                        | 3                         | 10                        | 12                        | 97    | 7         |
| Storbritannien | Charlotte Dobson Sophie Ainsworth     | 2                         | 11                        | 5                         | 8                         | 7                         | 10                        | 2                         | 5                         | 9                         | 15                        | 14                        | 8                         | 20                        | 101   | 8         |
| Tyskland       | Anika Lorenz Victoria Jurczok         | 21 UFD                    | 8                         | 8                         | 7                         | 6                         | 7                         | 17                        | 10                        | 7                         | 9                         | 6                         | 9                         | 16                        | 110   | 9         |
| USA            | Helena Scutt Paris Henken             | 13                        | 16                        | 14                        | 5                         | 1                         | 4                         | 11                        | 8                         | 8                         | 12                        | 12                        | 6                         | 18                        | 112   | 10        |
| Sverige        | Hanna Klinga Lisa Ericson             | 11                        | 6                         | 9                         | 15                        | 3                         | 9                         | 10                        | 2                         | 16                        | 14                        | 9                         | 15                        |                           | 103   | 11        |
| Irland         | Andrea Brewster Saskia Tidey          | 8                         | 3                         | 6                         | 18                        | 13                        | 14                        | 19                        | 6                         | 18                        | 8                         | 13                        | 12                        |                           | 119   | 12        |
| Argentina      | Maria sol Branz Victoria Travascio    | 14                        | 20                        | 13                        | 9                         | 19                        | 12                        | 7                         | 11                        | 10                        | 4                         | 11                        | 19                        |                           | 124   | 13        |
| Norge          | Maia Agerup Ragna Agerup              | 10                        | 18                        | 15                        | 17                        | 9                         | 17                        | 13                        | 4                         | 6                         | 13                        | 17                        | 11                        |                           | 132   | 14        |
| Singapore      | Griselda Khng Sara Tan                | 12                        | 19                        | 17                        | 11                        | 14                        | 8                         | 11                        | 20                        | 15                        | 8                         | 7                         | 13                        |                           | 135   | 15        |
| Canada         | Danielle Boyd Erin Rafuse             | 5                         | 4                         | 11                        | 16                        | 16                        | 16                        | 18                        | 17                        | 12                        | 18                        | 16                        | 14                        |                           | 145   | 16        |
| Finland        | Camilla Cedercreutz Noora Ruskola     | 7                         | 12                        | 16                        | 13                        | 21 DSQ                    | 15                        | 14                        | 15                        | 14                        | 10                        | 20                        | 18                        |                           | 154   | 17        |
| Chile          | Arantza Gumucio Begoña Gumucio        | 16                        | 14                        | 18                        | 14                        | 15                        | 19                        | 12                        | 14                        | 17                        | 17                        | 15                        | 16                        |                           | 168   | 18        |
| Estland        | Kätlin Tammiste Anna Maria Sepp       | 15                        | 17                        | 19                        | 20                        | 17                        | 18                        | 16                        | 18                        | 19                        | 20                        | 18                        | 17                        |                           | 194   | 19        |
| Japan          | Keiko Miyagawa Sena Takano            | 21 DSQ                    | 15                        | 20                        | 19                        | 18                        | 20                        | 20                        | 19                        | 21 DSQ                    | 19                        | 19                        | 20                        |                           | 210   | 20        |

Bemærkninger til sejladserne:
- 1. sejlads: Fire både var diskvalificeret for tyvstart. Dette var Danmark, Tyskland, Japan og Holland.
- 5. sejlads: Den finske båd blev diskvalificeret.
- 9. sejlads: Den japanske båd blev diskvalificeret for tyvstart.
- Medalje sejlads: De 10 bedst placerede både efter de første 10 sejladser mødes i medaljesejladsen.